# هلشن-هرینگزاند-اونترشار
هلشن-هرینگزاند-اونترشار (به آلمانی: Hellschen-Heringsand-Unterschaar) یک شهر در آلمان است که در دیمارشن واقع شده‌است. هلشن-هرینگزاند-اونترشار ۱۸۳ نفر جمعیت دارد.